# Dieffenbachia seguine
Dieffenbachia seguine (Jacq.) Schott, conhecida pelos nomes comuns de comigo-ninguém-pode e  aningapara, é uma planta da família das Araceae muito apreciada como ornamental de interiores, dada a sua tolerância à baixa luminosidade ambiente e baixa umidade relativa do ar. Produz grandes folhas variegadas, com vários tons de verde e amarelo, lustrosas e duradouras, o que o torna muito interessante em decoração de interiores. Em algumas regiões do mundo, a sua popularidade como planta doméstica é acrescida devido à fama que a planta leva de "espantar o mau-olhado e maus-espíritos".

## Etimologia
"Comigo-ninguém-pode" é uma alusão à toxicidade da planta. "Aningapara" é oriundo da junção dos termos tupis aninga, "aninga" e a'para, "recurvado".

## Descrição
Suas folhas vistosas atraem a atenção das crianças, em especial daquelas na fase de engatinhar. Elas costumam levar pedaços do vegetal à boca. Nas folhas e no caule dessa planta, porém, ocorrem células especializadas chamadas idioblastos, que guardam uma grande quantidade de pequenos cristais de oxalato de cálcio em forma de agulhas. Esses cristais recebem o nome de ráfides e são responsáveis por grande parte da toxicidade do vegetal. Quando a criança leva a planta à boca e a mastiga, os idioblastos injetam as ráfides nos lábios e na língua da criança, provocando uma grande irritação mecânica caracterizada por dor intensa e inchaço.
Segundo alerta publicado no Jornal da Sociedade Brasileira de Dermatologia, o oxalato de cálcio, substância presente no comigo-ninguém-pode, ao ser ingerido, pode provocar edema na garganta, levando à asfixia e, em casos extremos, até à morte.
Nos Estados Unidos, o comigo-ninguém-pode é conhecido como dumbcane ("cana de mudo"), pois muitos pacientes perdem temporariamente a capacidade da fala devido à obstrução das vias aéreas superiores causada pelo processo inflamatório desencadeado pelos cristais (ráfides). 